# Platja de Ribes Altes (Cadaqués)
La platja de Ribes Altes és una platja del municipi de Cadaqués (Alt Empordà) situada al Parc Natural del Cap de Creus, entre la Cala Seca i la platja de Cala Bona. Té una longitud de 21 m i una amplada mitjana de 10 m, formada per graves i còdols.